# Le Lindois
Le Lindois (Lo Lindois en limousin, dialecte occitan) est une commune du Sud-Ouest de la France, située dans le département de la Charente (région Nouvelle-Aquitaine).

## Géographie

### Localisation et accès
Le Lindois est une commune de la Charente limousine située à 6 km au sud-est de Montembœuf, chef-lieu de son canton, et 39 km à l'est d'Angoulême.
Elle est aussi à 13 km au nord-est de Montbron, 17 km à l'est de La Rochefoucauld, 35 km de Confolens et 60 km de Limoges.
À l'écart des grands axes routiers, la commune est limitée au nord par la D 13, route de La Rochefoucauld à Rochechouart. La D 27, route de moindre importance de Villefagnan aux Salles-Lavauguyon par Chasseneuil, Montembœuf et Sauvagnac, traverse d'ouest en est la commune et passe à 500 m au nord du bourg.
Le bourg est desservi par la D 50 qui va au sud vers Roussines et la D 164 qui va au nord vers Mouzon.

### Hameaux et lieux-dits
Le Lindois comporte quelques gros hameaux, comme au nord Chez Tandeau, la Sudrie, la Michelie, le Roule, la Morandie ; à l'ouest, Siardet, les Roudelières ; au sud, Cros, la Gilardie, Logeat et à l'est, la Garde et la Courrière.
La Belle Étoile, en limite avec Montembœuf, marque le carrefour de la D 13 avec la D 16 et la D 27.

### Communes limitrophes
| Montembœuf | Cherves-Châtelars | Mouzon, Massignac |
| Mazerolles | du Lindois        | Sauvagnac         |
|            | Rouzède           | Roussines         |

### Géologie et relief
Comme toute la partie nord-est du département de la Charente qu'on appelle la Charente limousine, la commune du Lindois se trouve sur le plateau du Limousin, partie occidentale du Massif central, composé de roches cristallines et métamorphiques, relique de la chaîne hercynienne.
La moitié sud-est du bourg est occupée par le massif granitique de Saint-Mathieu, une grande partie nord-est par du gneiss, et du micaschiste à l'ouest du bourg,,.
La commune est relativement élevée par rapport au reste de la Charente puisqu'on dépasse couramment les 300 m. Le point le plus bas, 224 m, est situé à l'est de la commune au sud de Logeat. Le point culminant, 351 m à l'ouest de la commune à côté de celle de Mazerolles, est le point le plus élevé de toute cette partie de la Charente, qu'on appelle aussi Massif de l'Arbre.
Le relief est faiblement incliné vers le sud, vers le bassin versant de la Tardoire. Le bourg est à 283 m d'altitude.

### Hydrographie

#### Réseau hydrographique

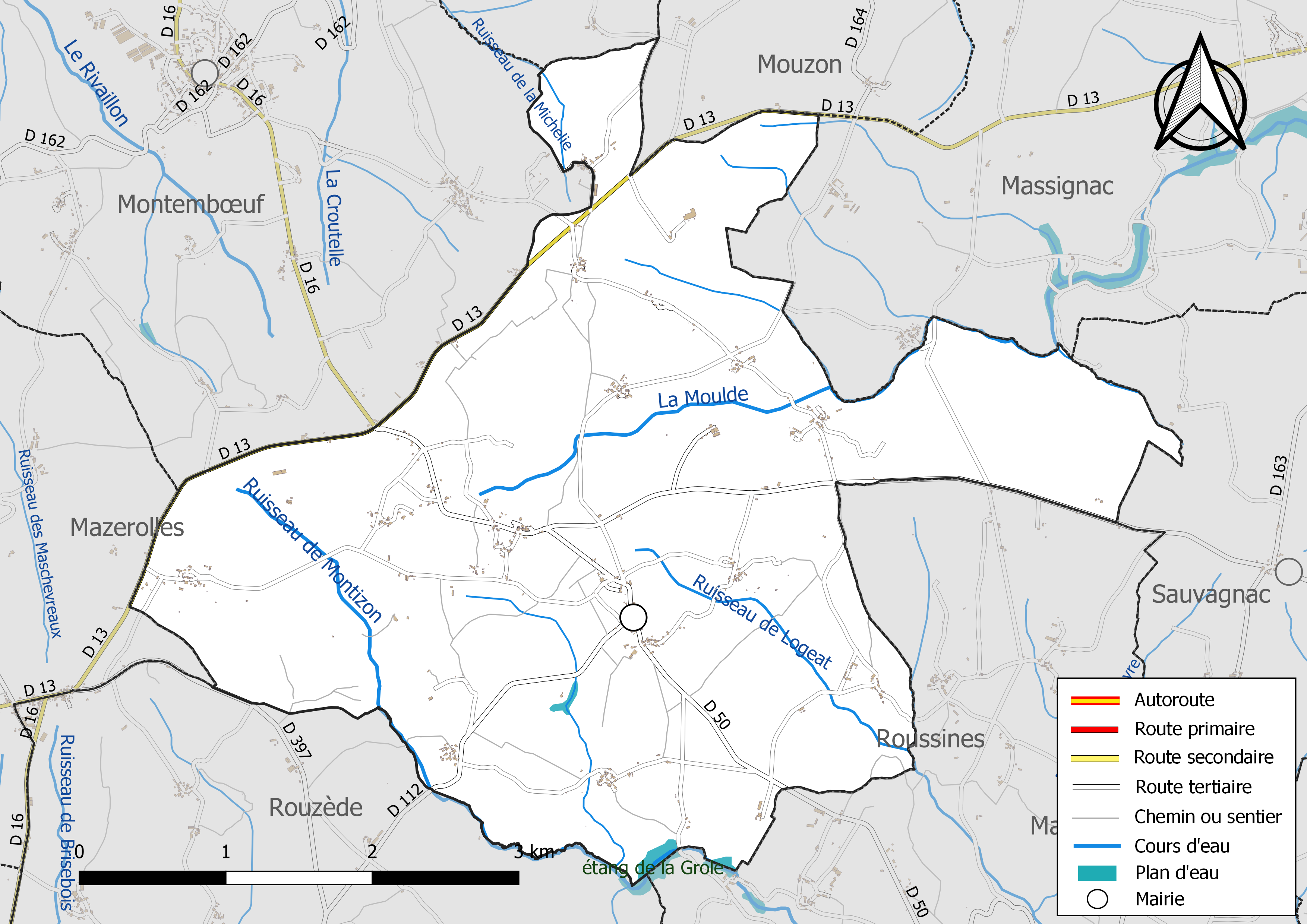
Réseaux hydrographique et routier du Lindois.

La commune est située dans le bassin versant de la Charente au sein  du Bassin Adour-Garonne. Elle est drainée par la Moulde, le ruisseau de Montizon, le ruisseau de Logeat, le ruisseau de la Michelie, le ruisseau de l'étang de la Grange et par divers petits cours d'eau, qui constituent un réseau hydrographique de 16 km de longueur totale,.
Sur la commune du Lindois naît La Moulde, rivière longue de 18,1 km, affluent de la Charente, barrée par le barrage du Mas Chaban ce qui donne une retenue d'eau de 176 ha : le lac du Mas Chaban. Elle coule vers l'est sur sa partie communale.
À l'extrême nord de la commune, au nord de la D 13, la Michelie ruisseau temporaire, est un affluent de la Bonnieure et coule vers le nord en direction de Cherves-Châtelars.
La grande partie sud de la commune est sur le bassin versant de la Tardoire, autre affluent de la Charente avec la Bonnieure. On y trouve le ruisseau du Cros ou de la Séguinie au sud-ouest en limite avec Rouzède, qui alimente l'étang de la Groie, et de Logeat au sud-est. La D.27 qui passe au bourg reste sur la crête entre Moulde au nord et Tardoire au sud.
De nombreuses retenues d'eau, mares et étangs parsèment la commune. Les plus importants sont les étangs de la Groie et de Montizon situés au sud en limite avec Rouzède et Roussines.

#### Gestion des eaux
Le territoire communal est couvert par le schéma d'aménagement et de gestion des eaux (SAGE) « Charente ». Ce document de planification, dont le territoire correspond au bassin de la Charente, d'une superficie de 9 300 km2, a été approuvé le 19 novembre 2019. La structure porteuse de l'élaboration et de la mise en œuvre est l'établissement public territorial de bassin Charente. Il définit sur son territoire les objectifs généraux d’utilisation, de mise en valeur et de protection quantitative et qualitative des ressources en eau superficielle et souterraine, en respect des objectifs de qualité définis dans le troisième SDAGE  du Bassin Adour-Garonne qui couvre la période 2022-2027, approuvé le 10 mars 2022.

### Climat
Comme cette partie orientale de la Charente comprise dans le Massif central, le climat est océanique dégradé.

### Végétation
La commune est assez boisée, plus de la moitié. Les arbres sont des châtaigniers, épicéas, bouleaux, chênes.
Le reste de la commune est surtout consacré à l'élevage de vaches limousines, mais on trouve quelques pépinières de par la proximité de Montembœuf.

## Urbanisme

### Typologie
Au 1er janvier 2024, Le Lindois est catégorisée commune rurale à habitat très dispersé, selon la nouvelle grille communale de densité à 7 niveaux définie par l'Insee en 2022.
Elle est située hors unité urbaine et hors attraction des villes,.

### Occupation des sols
L'occupation des sols de la commune, telle qu'elle ressort de la base de données européenne d’occupation biophysique des sols Corine Land Cover (CLC), est marquée par l'importance des territoires agricoles (69,9 % en 2018), une proportion sensiblement équivalente à celle de 1990 (70,6 %). La répartition détaillée en 2018 est la suivante : 
zones agricoles hétérogènes (34,2 %), forêts (30,1 %), prairies (26,2 %), terres arables (6,1 %), cultures permanentes (3,4 %). L'évolution de l’occupation des sols de la commune et de ses infrastructures peut être observée sur les différentes représentations cartographiques du territoire : la carte de Cassini (XVIIIe siècle), la carte d'état-major (1820-1866) et les cartes ou photos aériennes de l'IGN pour la période actuelle (1950 à aujourd'hui).

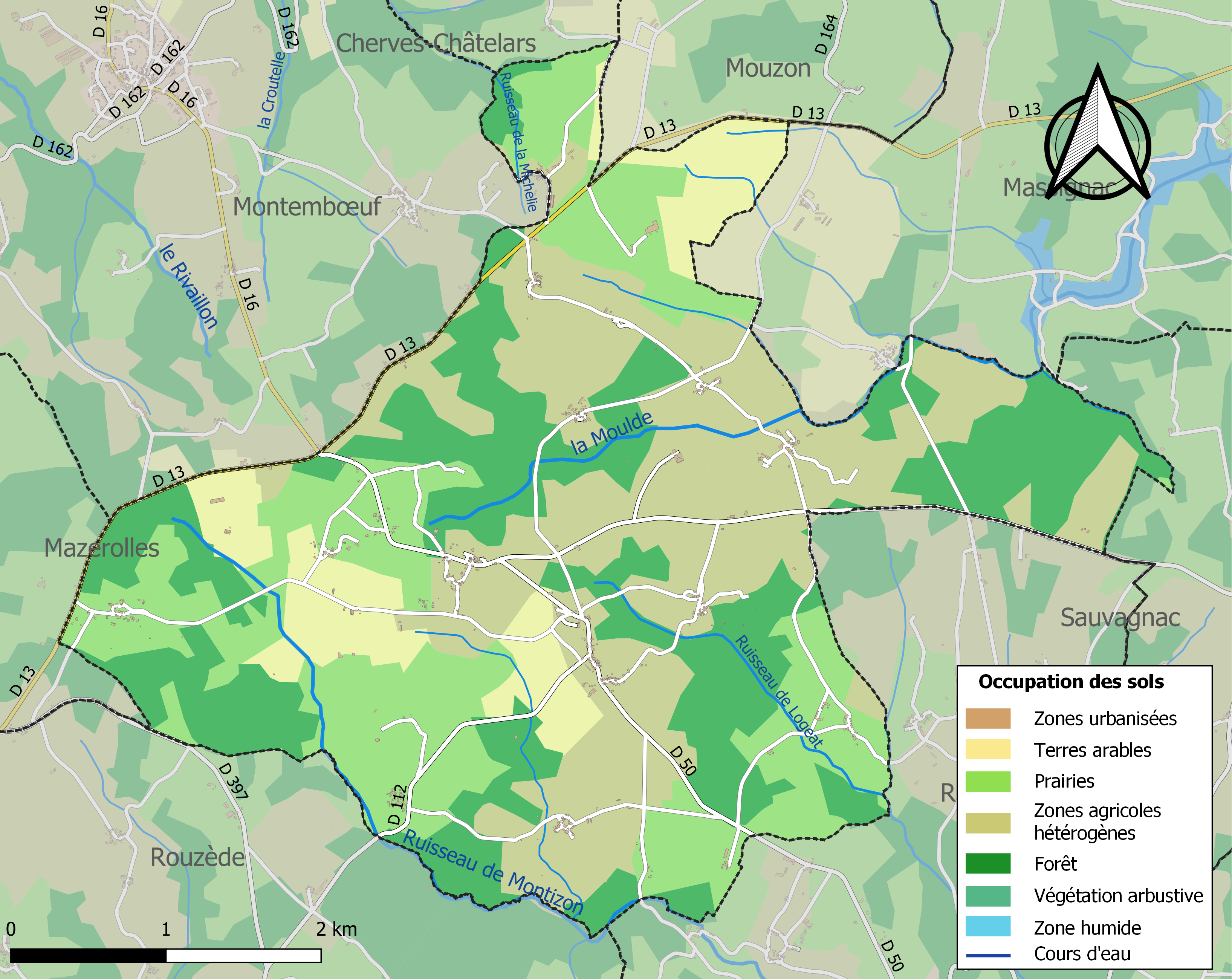
Carte des infrastructures et de l'occupation des sols de la commune en 2018 (CLC).

### Risques majeurs
Le territoire de la commune du Lindois est vulnérable à différents aléas naturels : météorologiques (tempête, orage, neige, grand froid, canicule ou sécheresse), mouvements de terrains et séisme (sismicité faible). Il est également exposé à un risque particulier : le risque de radon. Un site publié par le BRGM permet d'évaluer simplement et rapidement les risques d'un bien localisé soit par son adresse soit par le numéro de sa parcelle.

#### Risques naturels

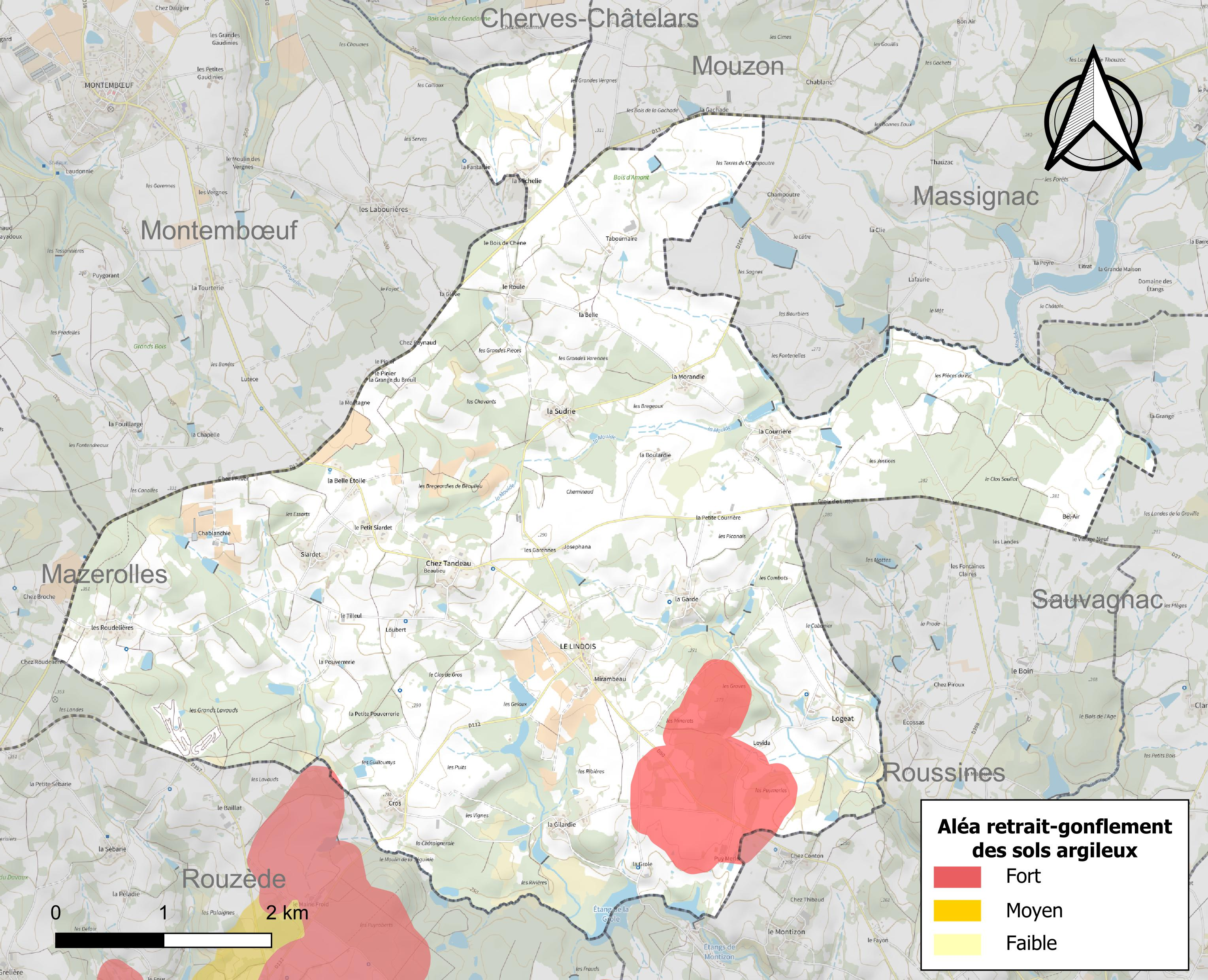
Carte des zones d'aléa retrait-gonflement des sols argileux du Lindois.

Les mouvements de terrains susceptibles de se produire sur la commune sont des affaissements et effondrements liés aux cavités souterraines (hors mines). Par ailleurs, afin de mieux appréhender le risque d’affaissement de terrain, l'inventaire national des cavités souterraines permet de localiser celles situées sur la commune.
Le retrait-gonflement des sols argileux est susceptible d'engendrer des dommages importants aux bâtiments en cas d’alternance de périodes de sécheresse et de pluie. 4,9 % de la superficie communale est en aléa moyen ou fort (67,4 % au niveau départemental et 48,5 % au niveau national). Sur les 252 bâtiments dénombrés sur la commune en 2019, 2 sont en aléa moyen ou fort, soit 1 %, à comparer aux 81 % au niveau départemental et 54 % au niveau national. Une cartographie de l'exposition du territoire national au retrait gonflement des sols argileux est disponible sur le site du BRGM,.
Par ailleurs, afin de mieux appréhender le risque d’affaissement de terrain, l'inventaire national des cavités souterraines permet de localiser celles situées sur la commune.
La commune a été reconnue en état de catastrophe naturelle au titre des dommages causés par les inondations et coulées de boue survenues en 1982, 1983 et 1999. Concernant les mouvements de terrains, la commune a été reconnue en état de catastrophe naturelle au titre des dommages causés par des mouvements de terrain en 1999.

#### Risque particulier
Dans plusieurs parties du territoire national, le radon, accumulé dans certains logements ou autres locaux, peut constituer une source significative d’exposition de la population aux rayonnements ionisants. Certaines communes du département sont concernées par le risque radon à un niveau plus ou moins élevé. Selon la classification de 2018, la commune du Lindois est classée en zone 3, à savoir zone à potentiel radon significatif.

## Toponymie
Les formes anciennes sont Lindoys au XIIIe siècle, Lindesio (non daté).
L'origine du nom du Lindois est assez mystérieuse. Selon certains, elle remonterait au latin indictum signifiant « foire », « champ de foire », qui pourrait s'expliquer par un lieu de passage entre vallées différentes. Selon Dauzat, elle pourrait remonter à un surnom en vieux français, l'Indois, qui pourrait signifier l'Indien. Toutefois, la forme ancienne et l'introduction plus récente du français dans cette région de langue d'oc infirment cette dernière explication.

### Langues
La commune est dans la partie occitane de la Charente qui en occupe le tiers oriental, et le dialecte est limousin.
Elle se nomme Lo Lindois en occitan.

## Histoire
Le Chemin des Anglais, voie antique d'Angoulême à Limoges, bordait la commune au nord.
On a retrouvé un vestige de camp militaire (talus en terre), qui a sans doute servi pendant la guerre de Cent Ans, au sud-est de la Gilardie en direction de Rouzède,.
Les plus anciens registres paroissiaux remontent à 1655.
Le Lindois possédait autrefois un château dont il ne reste que quelques vestiges. Ce château avait été construit par Guy de Chasteigner, qui fut chambellan des rois Louis XI et Charles VIII et qui y mourut en 1547. La famille de Chasteigner conserva Le Lindois jusqu'à la Révolution.
Au début du XXe siècle, la principale industrie dans la commune était la fabrication de cercles de barriques en bois de châtaignier. Ce bois était aussi livré en partie aux fabricants d'alcool à brûler.
Pendant la première moitié du XXe siècle, la commune était desservie par la petite ligne ferroviaire d'intérêt local à voie métrique des Chemins de fer économiques des Charentes allant d'Angoulême à Roumazières par Montbron appelée le Petit Mairat.

## Politique et administration

### Liste des maires

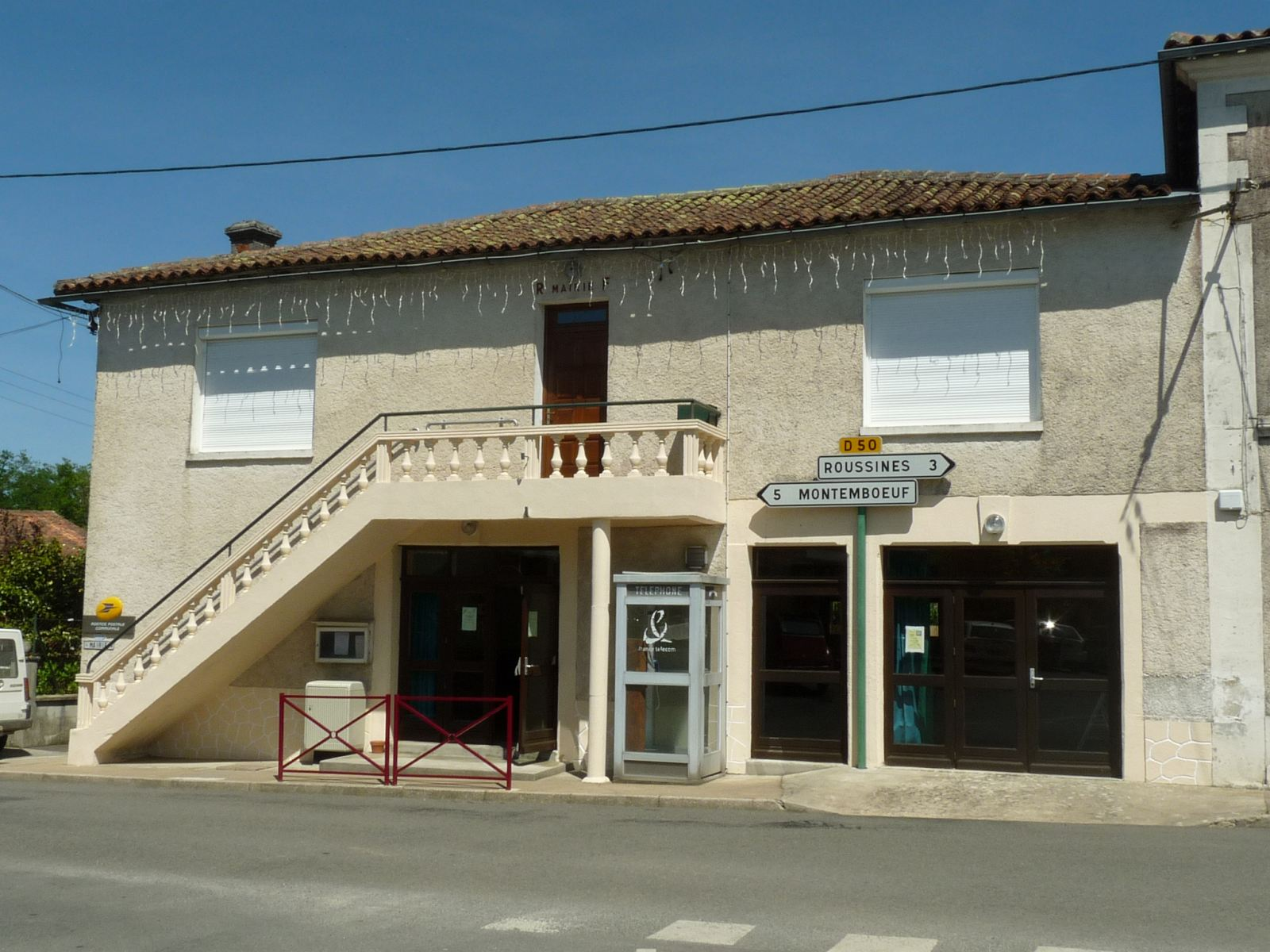
Mairie du Lindois.

| Période                                  | Période  | Identité                | Étiquette | Qualité                                      |
| ---------------------------------------- | -------- | ----------------------- | --------- | -------------------------------------------- |
| Les données manquantes sont à compléter. |          |                         |           |                                              |
| maire en 1934                            | ?        | Martial Béjard (1887-?) | SFIO      | Propriétaire agriculteur, commerçant en bois |
| 1995                                     | 2008     | Jean-Daniel Laforge     | DVD       |                                              |
| 2008                                     | En cours | Olivier Gaillard        | SE        | Agriculteur                                  |

### Politique environnementale
Dans son palmarès 2024, le Conseil national de villes et villages fleuris de France a attribué deux fleurs à la commune.

## Démographie

### Évolution démographique
L'évolution du nombre d'habitants est connue à travers les recensements de la population effectués dans la commune depuis 1793. Pour les communes de moins de 10 000 habitants, une enquête de recensement portant sur toute la population est réalisée tous les cinq ans, les populations de référence des années intermédiaires étant quant à elles estimées par interpolation ou extrapolation. Pour la commune, le premier recensement exhaustif entrant dans le cadre du nouveau dispositif a été réalisé en 2007.

En 2022, la commune comptait 339 habitants, en évolution de −1,17 % par rapport à 2016 (Charente : −0,48 %, France hors Mayotte : +2,11 %).
| 1793 | 1800 | 1806 | 1821 | 1831 | 1841 | 1846  | 1851  | 1856  |
| ---- | ---- | ---- | ---- | ---- | ---- | ----- | ----- | ----- |
| 920  | 924  | 811  | 896  | 944  | 976  | 1 065 | 1 033 | 1 014 |

| 1861 | 1866  | 1872 | 1876 | 1881 | 1886  | 1891  | 1896  | 1901 |
| ---- | ----- | ---- | ---- | ---- | ----- | ----- | ----- | ---- |
| 954  | 1 021 | 932  | 963  | 971  | 1 081 | 1 040 | 1 006 | 982  |

| 1906 | 1911 | 1921 | 1926 | 1931 | 1936 | 1946 | 1954 | 1962 |
| ---- | ---- | ---- | ---- | ---- | ---- | ---- | ---- | ---- |
| 938  | 908  | 747  | 733  | 674  | 639  | 616  | 615  | 569  |

| 1968 | 1975 | 1982 | 1990 | 1999 | 2006 | 2007 | 2012 | 2017 |
| ---- | ---- | ---- | ---- | ---- | ---- | ---- | ---- | ---- |
| 481  | 388  | 352  | 311  | 330  | 323  | 322  | 341  | 345  |

| 2022 | - | - | - | - | - | - | - | - |
| ---- | - | - | - | - | - | - | - | - |
| 339  | - | - | - | - | - | - | - | - |

### Pyramide des âges
La population de la commune est relativement âgée.
En 2018, le taux de personnes d'un âge inférieur à 30 ans s'élève à 24,1 %, soit en dessous de la moyenne départementale (30,2 %). À l'inverse, le taux de personnes d'âge supérieur à 60 ans est de 39,1 % la même année, alors qu'il est de 32,3 % au niveau départemental.
En 2018, la commune comptait 175 hommes pour 168 femmes, soit un taux de 51,02 % d'hommes, largement supérieur au taux départemental (48,41 %).
Les pyramides des âges de la commune et du département s'établissent comme suit.
| Hommes | Classe d’âge | Femmes |
| ------ | ------------ | ------ |
| 0,6    | 90 ou +      | 1,8    |
| 7,5    | 75-89 ans    | 12,0   |
| 30,3   | 60-74 ans    | 26,2   |
| 26,8   | 45-59 ans    | 24,3   |
| 9,0    | 30-44 ans    | 13,4   |
| 15,8   | 15-29 ans    | 10,0   |
| 10,1   | 0-14 ans     | 12,3   |

| Hommes | Classe d’âge | Femmes |
| ------ | ------------ | ------ |
| 1      | 90 ou +      | 2,7    |
| 9,2    | 75-89 ans    | 12     |
| 20,6   | 60-74 ans    | 21,3   |
| 20,7   | 45-59 ans    | 20,3   |
| 16,8   | 30-44 ans    | 16     |
| 15,6   | 15-29 ans    | 13,4   |
| 16,1   | 0-14 ans     | 14,3   |

## Équipements, services et vie locale

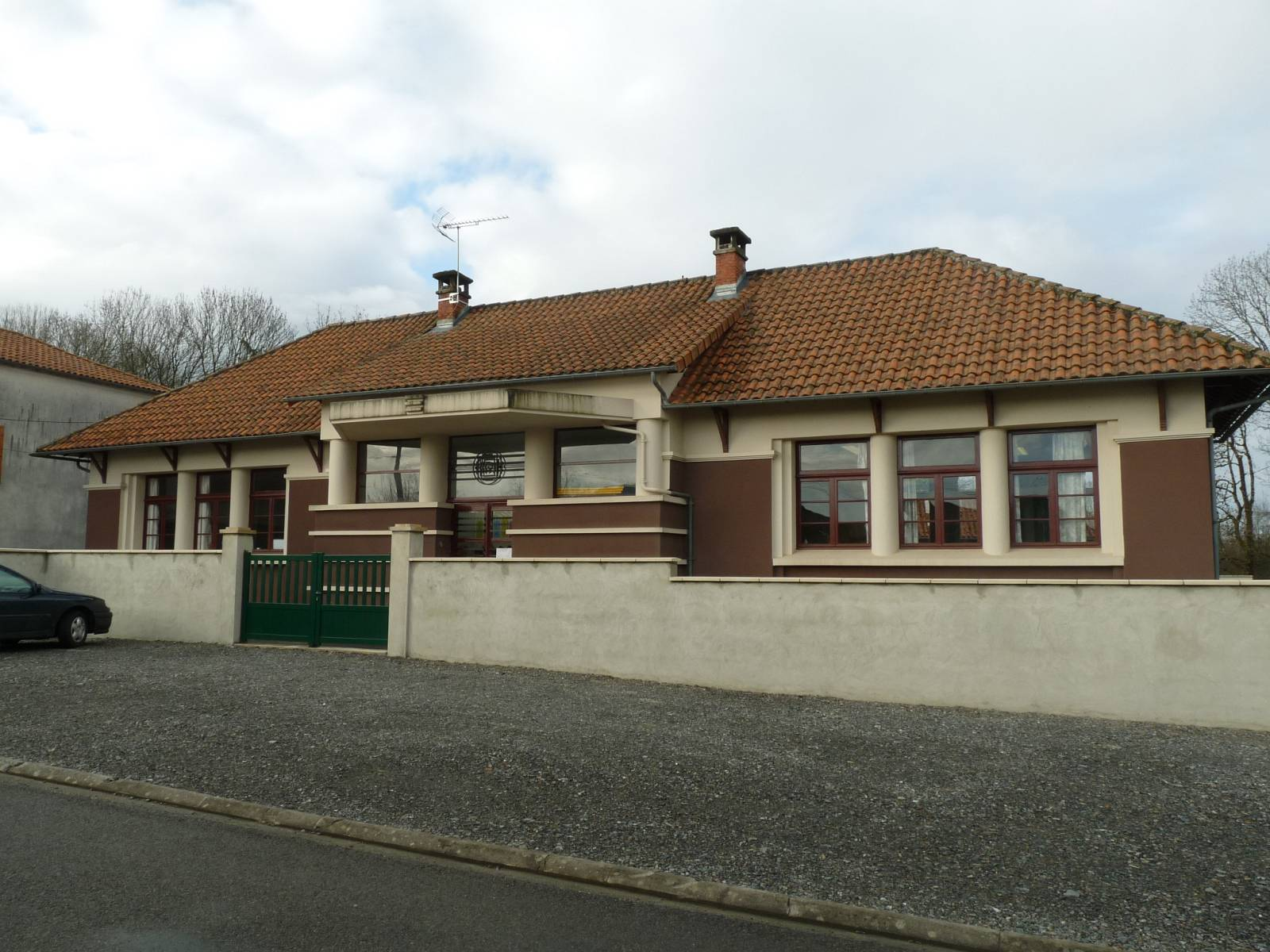
L'école communale.

### Enseignement
L'école est un regroupement pédagogique intercommunal entre Le Lindois, Mazerolles et Roussines. Roussines accueille l'école maternelle, et Le Lindois et Mazerolles les écoles élémentaires. L'école du Lindois comporte une classe unique. Le secteur du collège est Montembœuf.
Le regroupement des communes (RPI) n’existe plus depuis la rentrée 2012-2013. L’école a fermé[réf. nécessaire].

## Lieux et monuments
- Le porche de l'ancienne église Saint-Pierre date du XIVe siècle. L'église s'est effondrée peu après une messe de minuit[Quand ?]. Les vestiges sont classés monument historique depuis 1928[40].
- L'église paroissiale Saint-Pierre actuelle a été reconstruite en 1924 avec les pierres de l'ancienne église de l'autre côté de la rue.

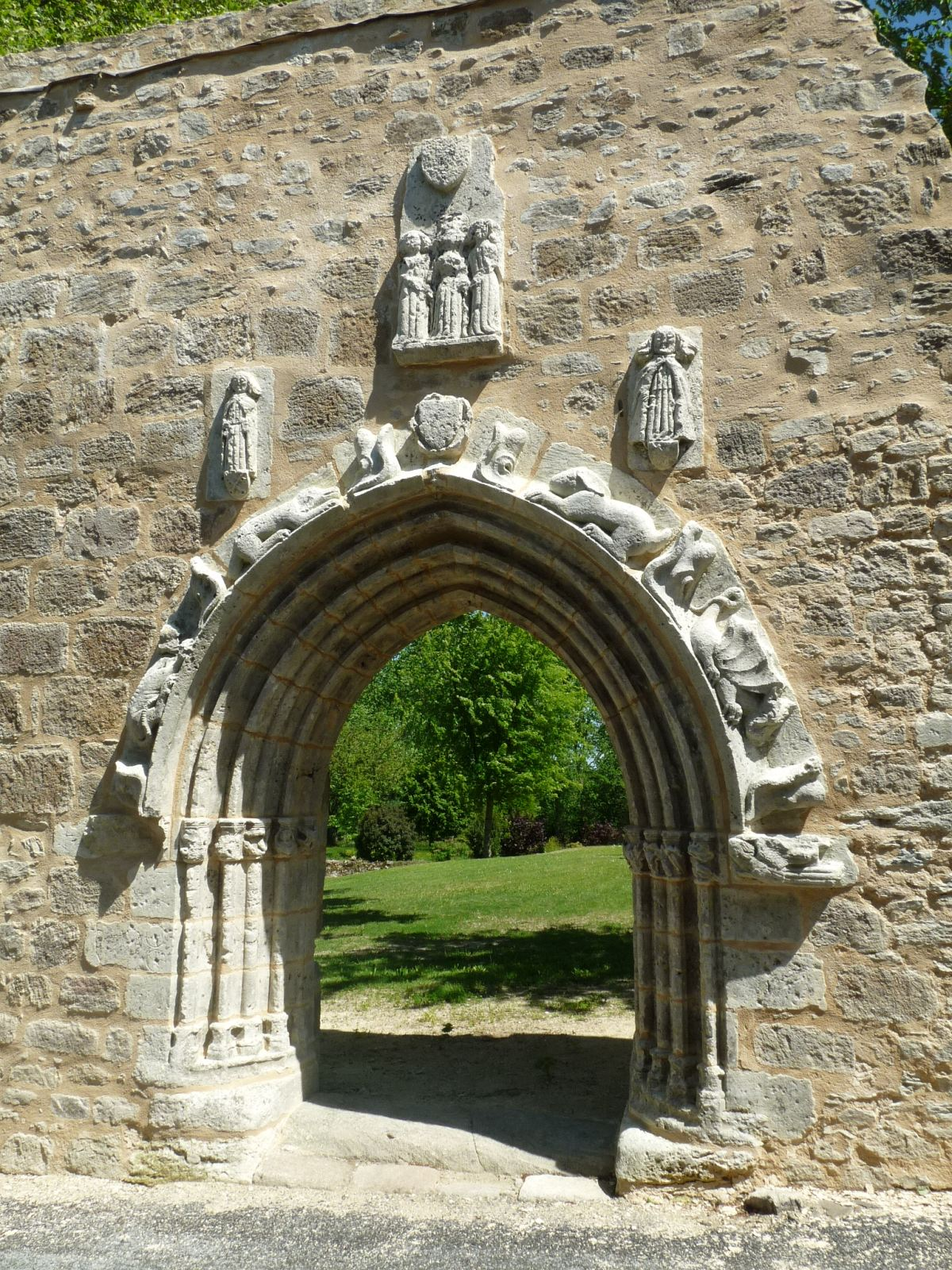
Porche de l'ancienne église.
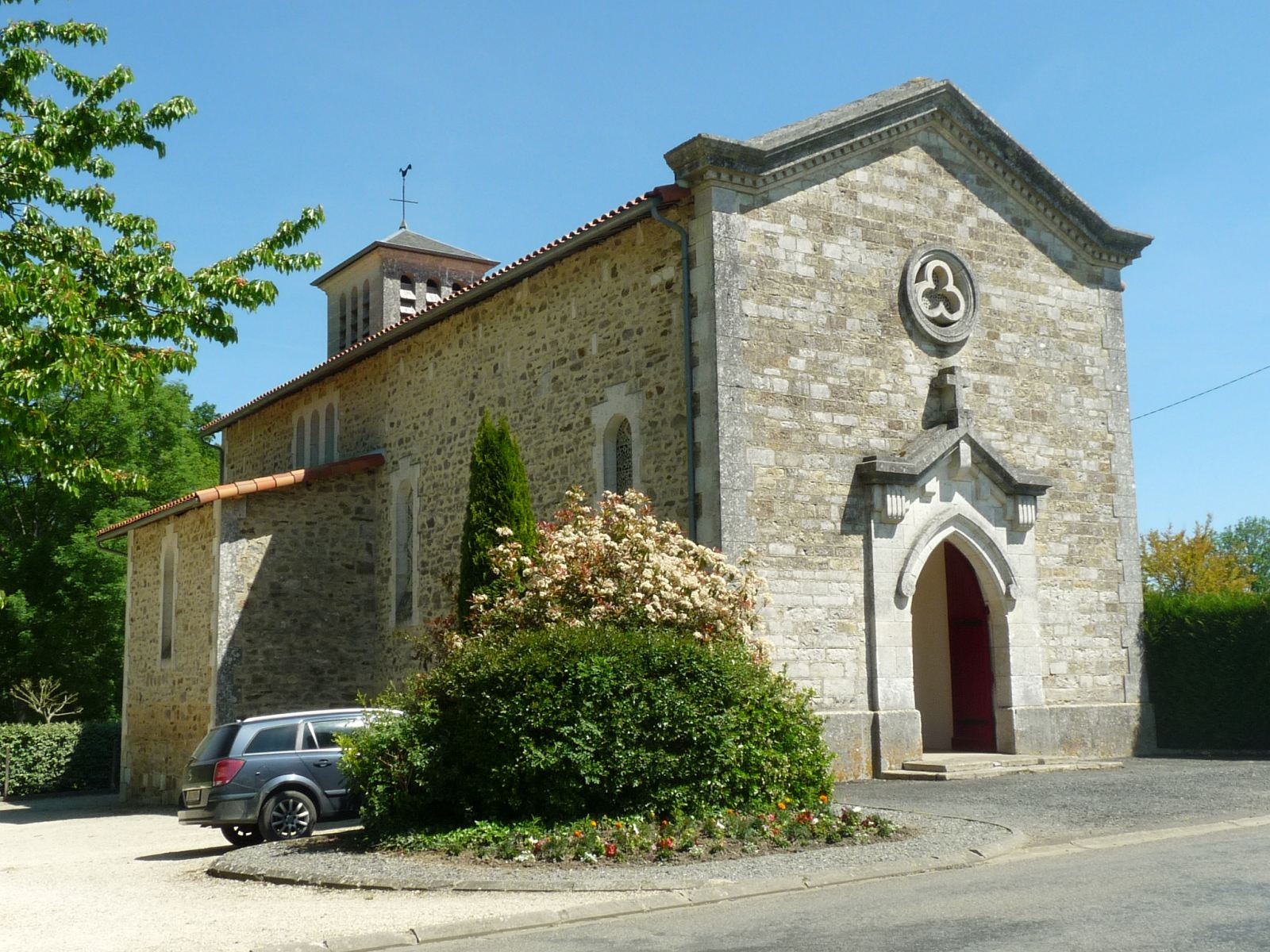
L'église paroissiale.

- Château de Logeas.